# Thalassiosirophycidae
Thalassiosirophycidae, podrazred alga kremenjašica; dio je razreda Mediophyceae. Sastoji se od četiri reda s 880 vrsta

## Redovi
1. Eupodiscales V.A.Nikolaev & D.M.Harwood in Witkowski & Sieminska, 2000
2. Lithodesmiales Round & R.M.Crawford in Roud & al., 1990
3. Stephanodiscales Nikolaev & Harwood
4. Thalassiosirales Glezer & Makarova, 1986

## Drugi projekti
|  | Zajednički poslužitelj ima još gradiva o temi Thalassiosirophycidae |
|  | Wikivrste imaju podatke o taksonu Thalassiosirophycidae             |